# Fletcher Knebel
Fletcher Knebel (Dayton, 1 de octubre de 1911-Honolulú, 26 de febrero de 1993) fue un escritor estadounidense, autor de varias populares novelas de ficción política, entre las que destaca la titulada "Siete días de mayo", que dio origen a la película homónima.

## Biografía
Knebel nació en Dayton, Ohio, pero cambió varias veces de lugar de residencia durante su juventud. Se graduó en el instituto en Yonkers, Nueva York, cursó un año de estudios en la Universidad de París y se graduó en la Universidad de Miami en Oxford, Ohio en 1934. Tras graduarse, aceptó una oferta de trabajo del diario Coatesville Record de Coatesville, Pensilvania. Durante los siguientes veinte años trabajó para distintos diarios, y finalmente se contrató como columnista político del grupo periodístico Cowles Publications. Entre 1951 y 1964, satirizó la situación política y el gobierno de los Estados Unidos en una columna de difusión nacional titulada "Potomac Fever".
En 1960 escribió un capítulo sobre John F. Kennedy para el libro "Candidates" (Candidatos).  Este trabajo inició su pasión por escribir libros de mayor extensión. En los años siguientes publicó quince libros, la mayoría de ellos de ficción, y todos con trasfondo político. 
Siete días de mayo
Su novela más conocida es "Seven Days in May" (Siete días de mayo) (coescrito en 1962 con Charles W. Bailey), sobre un intento de golpe militar en los Estados Unidos. Knebel declaró que la trama se le ocurrió tras entrevistar al antiguo jefe de las fuerzas aéreas de los Estados Unidos, el General Curtis LeMay, que había acusado el presidente John F. Kennedy de cobardía por su manejo de la crisis desatada por la Invasión de Bahía de Cochinos. El libro fue un gran éxito, permaneciendo en el número uno de la lista de libros más vendidos del New York Times durante casi un año. También dio lugar en 1964 a una película de éxito, titulada también Siete Días de mayo.
Knebel estuvo casado cuatro veces entre 1935 y 1985. Se suicidó en 1993 tomando una sobredosis de somníferos en su casa de Honolulu, Hawái, después de una larga lucha contra el cáncer. Es autor de la siguiente frase irónica, remedando frases similares sobre la relación entre el tabaco y el cáncer: 

"Fumar es una de las principales causas de estadísticas"
("Smoking is one of the leading causes of statistics")